# Labrang (klooster)

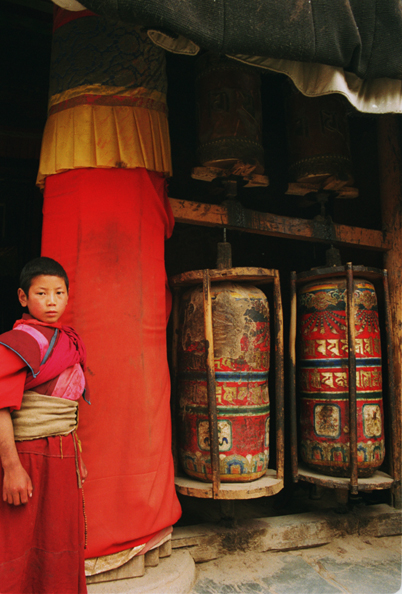
Kind bij gebedsmolens

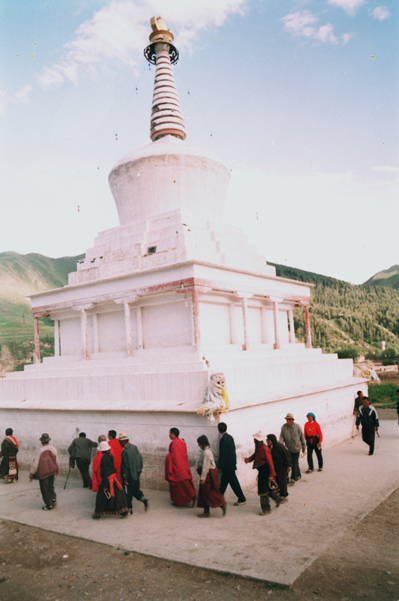
De stoepa

Labrang, voluit Labrang Trashi Khyil is een klooster van gelugschool in het Tibetaans boeddhisme. Labrang ligt in de buurt van Xiahe in de provincie Gansu, in het gebied aangeduid met de historische naam Amdo en de regio Kokonor. Labrang heeft in het Tibetaans boeddhisme altijd het grootste aantal monniken gehuisvest buiten wat sinds het Chinees bestuur de Tibetaanse Autonome Regio wordt genoemd. Labrang ligt op vier uur rijden van Lanzhou, de hoofdstad van Gansu.

## Geschiedenis
Het klooster werd gesticht in 1709 door de eerste Jamyang Shaypa, Ngawang Tsondru. Het klooster domineert het noorden van de stad. Het klooster kent achttien hallen, zes onderwijsinstituten, een gouden stoepa, een debateerruimte voor soetra en heeft een bibliotheek van bijna 60.000 soetra's.
Voor de Invasie van Tibet (1950-'51) bevonden zich 2000 monniken in het klooster; begin jaren '00 zijn er nog 500. Vanaf 1958 is het klooster twaalf jaar gesloten geweest. Sinds 1982 is het weer een belangrijke bestemming voor pelgrims in Tibet.
Het klooster bezit een boeddhistisch museum met een grote collectie boeddhabeelden, soetra's en wandschilderingen. Verder zijn er een groot aantal boeken in het Tibetaans, over het Tibetaans boeddhisme, de geschiedenis van Tibet, de maankalender, muziek en kunst.

## Galerij

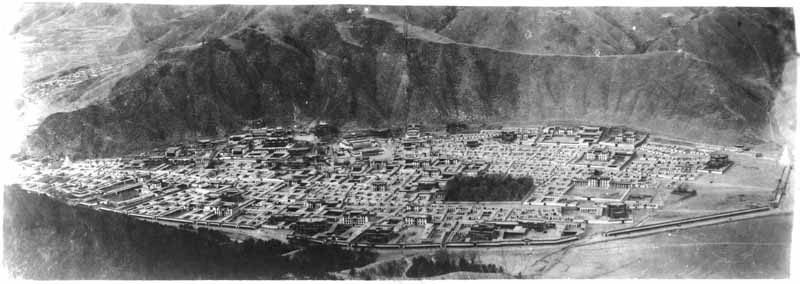
Historische foto van Labrang
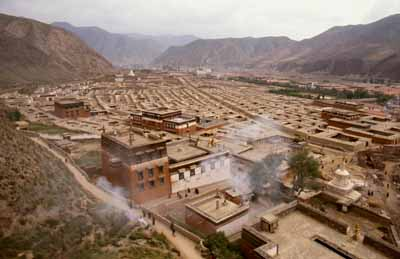
Labrang-panorama
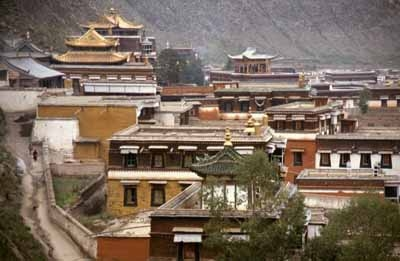
Hoofdtempel van het klooster
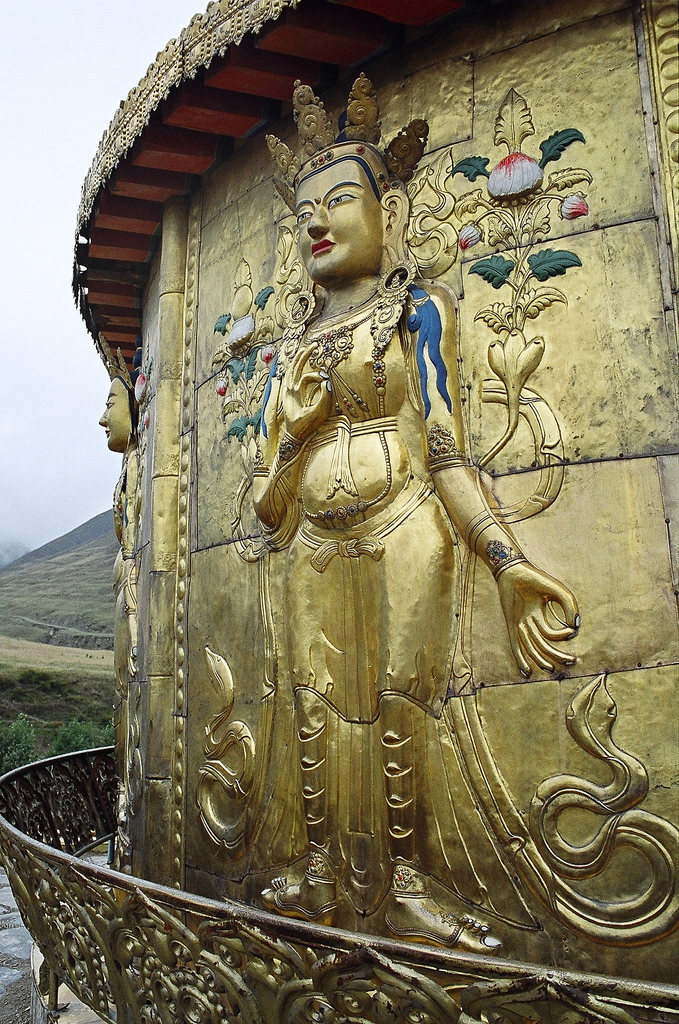
Religieuze kunst
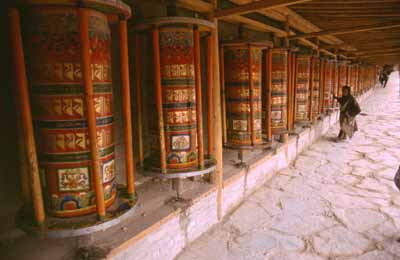
Gebedsmolenwand
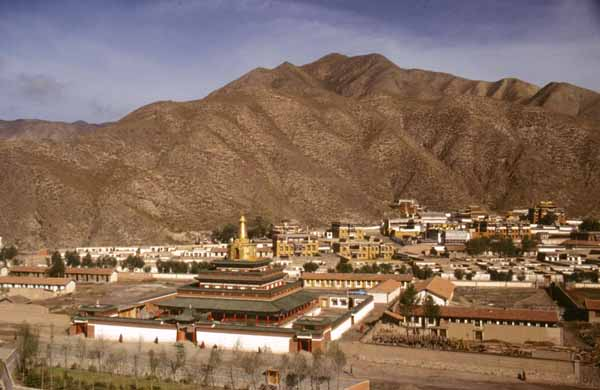
Herbouwde Gungthang-chörten